# Alburnus doriae
Alburnus doriae es una especie de pez de agua dulce de la familia Cyprinidae.

## Reproducción
Es ovíparo.

## Distribución geográfica
Se encuentran en Asia.